# Хунджераб
Хунджераб (урду درہ خنجراب‎, кит. 红其拉甫口岸) — перевал в горной системе Каракорум на высоте 4655 м, расположен рядом с границей между Китаем и Пакистаном.

## Пакистано-китайская граница
Перевал Хунджераб является самой высокой точкой пересечения границ в мире, а проходящее через него Каракорумское шоссе — самым высокогорным международным шоссе. Шоссе строилось с 1966 по 1986 год по древнему маршруту Великого шёлкового пути.
С пакистанской стороны перевал находится в 125 км от Суста, 270 км от Гилгита и 870 км от Исламабада. В Сусте находится пограничный, таможенный и иммиграционный пост. С китайской стороны перевал находится в 130 км от Ташкургана, 420 км от Кашгара и около 1890 км от Урумчи. Китайский пограничный пост находится на расстоянии 1 км от Ташкурган-Таджикского автономного уезда.
Зимой дорога заблокирована снегом, поэтому она закрыта для проезда с 30 ноября по 1 мая. На китайской стороне перевала пасут домашних яков и хайнаков. С 1 июня 2006 года, пассажирский автобус ежедневно возит людей через границу из Гилгита в Кашгар.

## Стратегическое положение
Перевал Хунджераб занимает стратегическое положение между пакистанской территорией Гилгит-Балтистаном и китайским Синьцзян-Уйгурским автономным районом.

## Железная дорога
В 2007 году, специалисты обеих стран занялись исследованием перспективы строительства железной дороги через этот перевал, чтобы связать Китай с Пакистаном железнодорожным сообщением. Пока проект находится в стадии разработки.

## Галерея

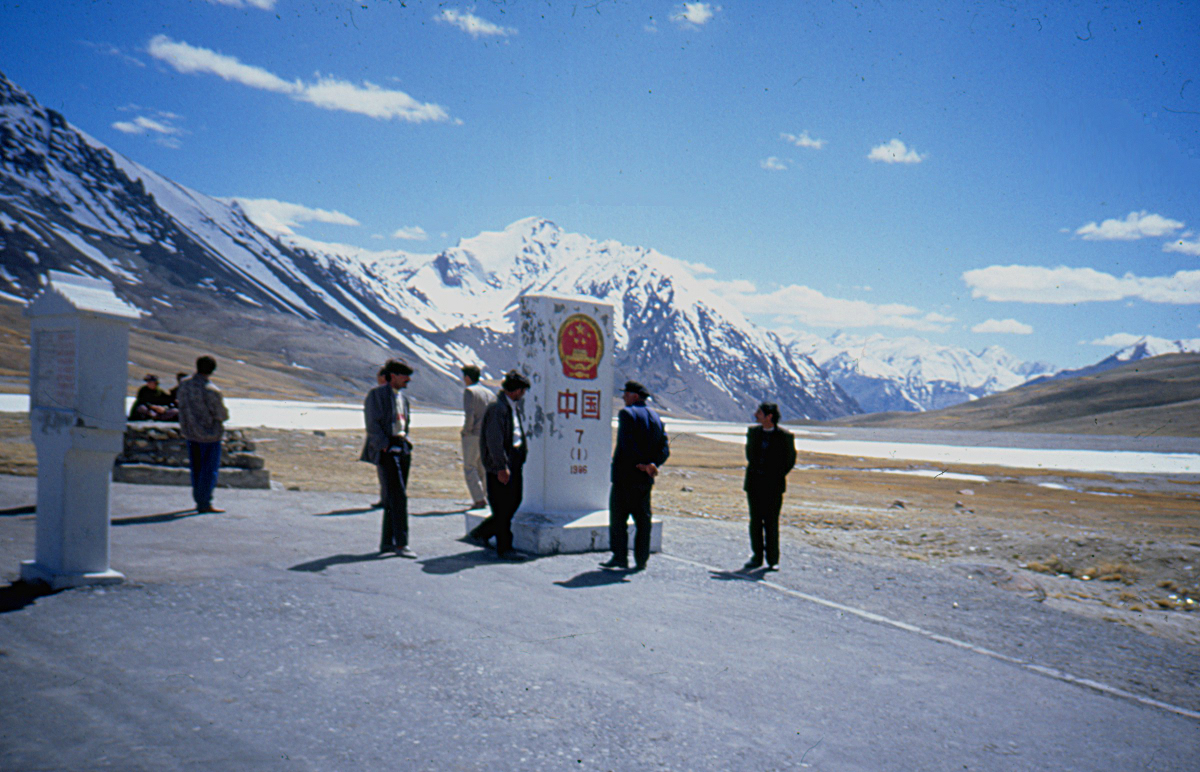
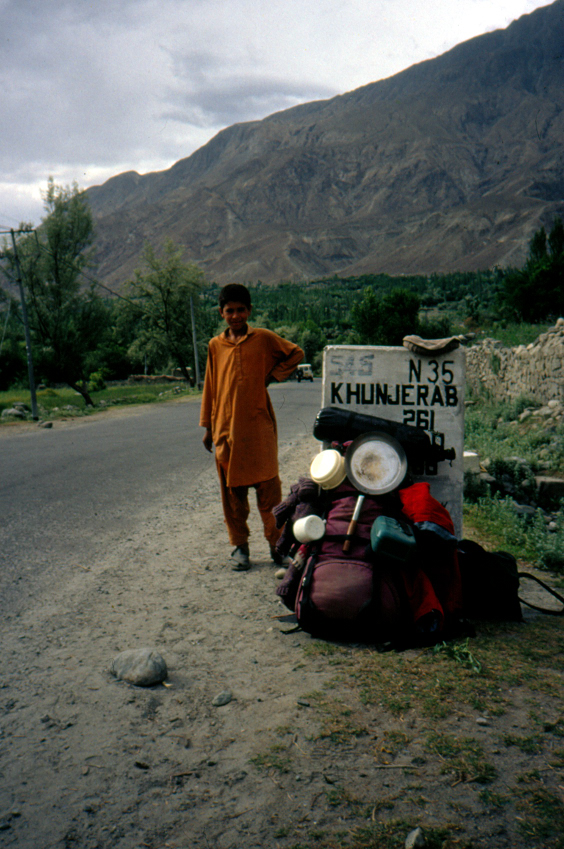
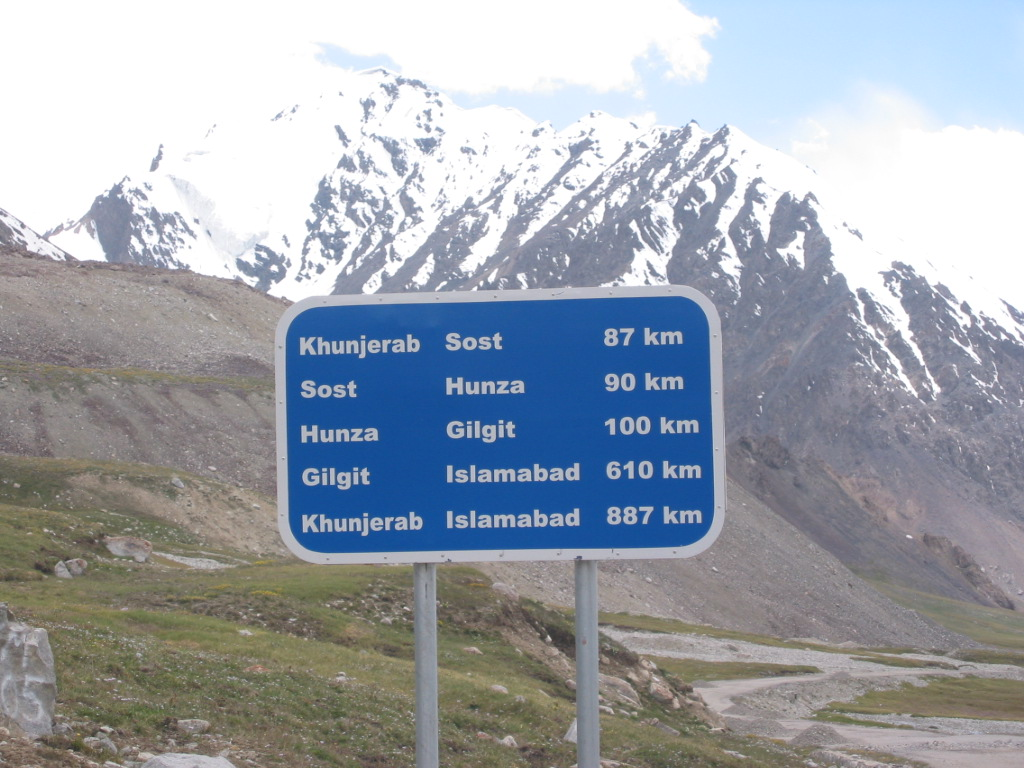